# Myosotis nemorosa
Espèce
Classification phylogénétique
Myosotis nemorosa, le myosotis à poils réfractés, parfois appelé myosotis des bois (ce qui prête à confusion avec Myosotis sylvatica) est une plante herbacée annuelle du genre Myosotis et de la famille des Boraginaceae.

## Description
Ressemble à Myosotis scorpioides L. mais la tige est anguleuse et garnie de poils recourbés vers le bas dans sa partie inférieure, les feuilles inférieures en sont parfois munies aussi sur leur face inférieure, les fleurs sont plus petites (la corolle, bleu pâle, parfois rose mesure de 4 à 6 mm de diamètre). Floraison de mai à juillet.

## Distribution
Europe centrale et méridionale, presque partout en France.

## Habitat
Prés et bois humides, lieux marécageux, bords des étangs, des cours d'eau, fossés. 